# Arrabal de San Francisco
El arrabal de San Francisco fue una barriada extramuros del primitivo Madrid amurallado, en torno al convento de San Francisco, que aunque originada en el siglo xiii no se integró en la Villa hasta después de la mitad del siglo xvi.

## Origen, superficie y desarrollo
A pesar de que la fundación del convento de San Francisco se remonta a la fecha de 1217, dada la original política de la orden -cuya regla de pobreza les prohibía extender su dominio territorial-, el caserío reunido a su alrededor no alcanzó el título de arrabal.
La evolución de las dependencias de los franciscanos fue descrita por Mesonero Romanos en su manual publicado en 1861 y titulado El antiguo Madrid. Paseos histórico-anecdóticos por las calles y casas de esta villa. Otra noticia de la actividad pobladora de la zona la da Pedro de Répide cuando, glosando la historia de la calle de Don Pedro, cuenta que tras una epidemia que sufrió Madrid y siendo aún un descampado, el Cabildo eclesiástico y el Consejo de la Villa propusieron construir allí una ermita a san Roque, voto que no se llegó a materializar ante la oposición del Consejo de Castilla que dispuso dedicar el presupuesta de la ermita para construir un Hospital General, en cuya iglesia se colocaría la imagen del santo benefactor.
Pero quizá el mayor impulso colonizador se lo dio al innominado arrabal, la urbanización de la plazuela de la Cebada, sobre los terrenos que al inicio del siglo xvi pertenecían a la encomienda de Moratalaz dependiente de los de Calatrava, según «escritura otorgada en 1536 por Rodrigo de Coalla, del consejo de Hacienda y del de Castilla».
En el límite cronológico de la absorción del arrabal franciscano por lo que Mesonero llama «la Tercera Ampliación y considerable ensanche de los límites de la antigua villa», menciona el decano de los cronistas la existencia del piadoso albergue de San Lorenzo,  fundado en 1598 por Pedro Cuenca y situado cerca de la casa del Matadero, en la esquina de la calle de los Cojos, proveedor de una «ronda de pan y huevo a los pobres extraviados en las calles durante la noche, y se les daba aquella frugal colación y un humilde lecho».